# Батов (потік)
Батов (словац. Batov) — річка в Словаччині, права притока Парижу, протікає в окрузі Нові Замки.
Довжина приблизно 5.5.-6.4 км. Витік знаходиться в масиві Подунайські пагорби (геоморфологічна підодиниця Гронські пагорби); на висоті близько 150—152 метрів.
Протікає територією села Дубнік. Впадає у Париж на висоті приблизно 133—135 метрів.